# Jean-Aloys Van Steenkiste
Ne doit pas être confondu avec Alphonse-Joseph van Steenkiste.
Jean-Aloys Van Steenkiste né à Rumbeke le 20 août 1830 et décédé à Bruges le 31 octobre 1913, est un prêtre (chanoine et curé-doyen de Notre-Dame à Bruges), exégète et professeur belge.
Après des études au petit séminaire de Roulers puis au séminaire de Bruges, il fut ordonné prêtre le 2 juin 1855. Il continua ensuite sa formation à Rome et s'appliqua particulièrement aux langues orientales. C'était en 1860, année où Cavour, avec les troupes patriotiques du Piémont, faisait envahir les États du Pape.
Mais Pie IX, ne désirant pas livrer le territoire de l'Église et abandonner sa puissance temporelle sans coup férir, fit appel à des officiers français pour en organiser la défense. C'est ainsi qu'en attendant l'arrivée de l'abbé François Vyt nommé par les évêques de Belgique aumônier du bataillon franco-belge qui deviendra les Zouaves pontificaux, Jean-Aloys Van Steenkiste dut remplir brièvement la fonction d'aumônier des volontaires belges. Mais, le 4 août 1860, Monseigneur Malou le rappela au pays, le faisant échapper heureusement au guépier de la terrible bataille de Castelfidardo de septembre 1860, où les soldats du pape se firent tailler en pièces par les patriotes italiens. Il put ainsi rentrer sain et sauf en Belgique, et y devint professeur au Grand Séminaire de Bruges, où il fut nommé professeur d'Écritures saintes.
Il a publié en latin des ouvrages d'exégèse qui eurent un grand succès et qui se vendaient particulièrement bien aux États-Unis. Il utilisait les droits d'auteurs afin de soutenir des causes qui lui semblaient justes. C'est ainsi qu'il envoya au capitaine Ludovic Joubert, ancien zouave pontifical engagé par le cardinal Lavigerie pour assurer la protection de ses missionnaires menacés par les esclavagistes dans la région des Grands Lacs, la somme de 4 000 francs or pour lui permettre d'acheter des armes.

## Quelques publications
- Liber ecclesiasticis annotationibus exegeticis, breviter elucidatus, Bruges, 1869.
- Liber Psalmorum. Introductio in Librum Psalmorum, Bruges, 1871.
- Commentarius in Psalmos, Bruges, 1873 (en trois parties).
- Actus apostolorum, Bruges, 1875.
- S. Pauli Epistolae breviter explicatae, ad usum seminariorum et cleri., Bruges, 1876 (2 vol)
- Epistolae catholicae breviter explicatae, Bruges, 1876.
- Sanctum Jesu Christi Evangelium secundum Matthaeum, Bruges,1880 -1882; (4 volumes)
- Commentarius in omnes S. Pauli epistolas, Bruges, 1892.

Il y eut souvent plusieurs éditions de ses livres.